# Guardia Nacional del Ejército de Míchigan
La Guardia Nacional del Ejército de Míchigan (en inglés: Michigan Army National Guard) es el componente del Ejército de la Guardia Nacional de Míchigan y un componente de reserva del Ejército de los Estados Unidos.
Durante la Guerra Fría, solo el 156.° Batallón de Señales fue federalizado el 1 de octubre de 1961 en sus estaciones de origen en respuesta a la crisis de los misiles en Cuba. Esto marcó la última llamada de la Guardia Nacional de Míchigan al deber federal para el servicio fuera del estado durante casi 30 años.
Desde febrero de 2002, el 46.° Grupo de Ingenieros de la Guardia Nacional del Ejército de Míchigan fue reorganizado y redesignado como una Brigada de Ingenieros, de la 38.ª División de Infantería. Antes de la reorganización, el 46.° Grupo de Ingenieros consistía en una Sede del Grupo y dos batallones; el 107.° Batallón de Ingenieros y el 507.° Batallón de Ingenieros.
Varios elementos del 107.° Batallón de Ingenieros y del 507.° Batallón de Ingenieros sirvieron como la 20.ª Brigada de Ingenieros en Irak desde noviembre de 2004 a octubre de 2005. Estas unidades también continuaron sirviendo en la guerra de los Estados Unidos en Afganistán aportando compañías de ingenieros de combate capaces de patrullar la limpieza de las rutas. En 2009, varios soldados de la 1431.ª Compañía de Ingenieros resultaron gravemente heridos mientras combatían en el este de Afganistán, cerca del paso Khost-Gardez. En 2012, un soldado del 507.° Batallón de Ingenieros murió en combate y varios otros resultaron heridos mientras realizaban una patrulla de limpieza de ruta.

## Unidades
Las unidades de la Guardia Nacional del Ejército de Míchigan incluyen:
- 177.° Instituto Regional de Capacitación - Augusta
- 126.° Cuartel General de Prensa - Augusta
- Batallón de Reclutamiento y Retención - Lansing
  - 1208.° Pelotón de Inteligencia Militar - Taylor
- 51.° Equipo de Apoyo Civil - Augusta
- Destacamento Médico Estatal - Detroit
- Destacamento 15 Soporte de Operaciones Aerotransportadas - Lansing
- Centro de Entrenamiento Fort Custer - Augusta
- Centro de Entrenamiento Conjunto de Maniobras (en inglés: Joint Maneuver Training Center, JMTC) - Grayling
- 1208.° Equipo de Reconocimiento de Ingeniería y Diseño - Lansing
- 1999.° Destacamento AQ
- 1146.° Destacamento Juez Abogado General - Lansing
- Destacamento 1, 505.° Juez Abogado General - Lansing
- 63.° Comando de Tropas: Belmont. Organizado en 2006 por el 63.° Comando de Tropas restablecido con base en Jackson, Míchigan; la 63.ª brigada en Wyoming asumió el control de los Batallones de Armas de Combate de Míchigan el 1 de septiembre. Las unidades que componen la Brigada "Spartan" tienen una historia individual que se remonta a la Guerra de Secesión. La designación de la 63.ª Brigada en sí data de la 63.ª Brigada de la 32.ª División de Infantería, formada por primera vez durante la Primera Guerra Mundial.
  - 1.er. Batallón, 125.° Regimiento de Infantería - Flint
    - Compañía A - Detroit
    - Compañía B - Saginaw
      - Destacamento 1 – Alpena

    - Compañía C - Wyoming
    - Compañía D - Big Rapids
    - Compañía F, 237 BSB - Bay City

  - 1.er. Escuadrón, 126.° Regimiento de Caballería - Wyoming
    - Tropa A – Cadillac
    - Tropa B - Manistee
    - Tropa C - Dowagiac
    - Compañía D, 237 BSB - Wyoming

  - 1-119.° Regimiento de Artillería de Campaña - Lansing
    - Batería A - Port Huron
    - Batería B - Alma
    - Batería C - Albion
    - 119.ª Compañía de Soporte - Augusta

  - 1-182.° Regimiento de Artillería de Campaña - Detroit
    - Batería A - Detroit
    - Batería B - Bay City
    - Batería C - Lansing
    - 182.ª Compañía de Soporte – Detroit
    - Destacamento 2 – Wyoming
- 272.° Grupo Regional de Apoyo
  - 1225.° Batallón CDM de Apoyo y Sostenimiento - Detroit
    - 1071.ª Compañía de Mantenimiento - Grayling
    - 1072.ª Compañía de Mantenimiento - Detroit
    - 1073.ª Compañía de Mantenimiento - Greenville
    - 464.ª Compañía del Cuartel General – Lapeer

  - 246.° Batallón de Transporte - Jackson
    - 1460.ª Compañía de Transporte - Midland
    - 1461.ª Compañía de Transporte - Jackson
      - Destacamento 1 - Augusta

    - 1462.ª Compañía de Transporte - Howell
    - 1463.ª Compañía de Transporte - Wyoming
      - Destacamento 1 – Sturgis

  - 146.° Batallón Médico Multifuncional - Ypsilanti
    - 1171.ª Compañía Médica - Ypsilanti
- 3er. Batallón de Aviación de Apoyo General, 238.° Regimiento de Aviación - Gran Ledge
  - Compañía B – Selfridge
    - Destacamento 1

  - Compañía C - Grand Ledge
    - Destacamento 1

  - Compañía D - Grand Ledge
  - Compañía E - Grand Ledge
- 1.er. Batallón, 112.° Regimiento de Aviación
  - Compañía B - Grand Ledge
- 1.er. Batallón, 147.° Regimiento de Aviación
  - HHC
    - Destacamento 1 - Grand Ledge

  - Compañía B - Grand Ledge
  - Compañía C - Grand Ledge
  - Compañía D 
    - Destacamento 1 - Grand Ledge

  - Compañía E 
    - Destacamento 1 - Grand Ledge

  - 351.ª Aviación de Apoyo 
    - Compañía B
      - Destacamento 2 - Grand Ledge
- 46.° Comando de la Policía Militar - Lansing
- 177.ª Brigada de la Policía Militar – Taylor
  - 210.° Batallón de la Policía Militar - Taylor
    - 1775.° Batallón de la Policía Militar - Pontiac
    - 1776.° Batallón de la Policía Militar - Taylor
    - 144.° Batallón de la Policía Militar - Corunna
    - 46.° Batallón de la Policía Militar - Cheboygan

  - 777.° Destacamento de la Policía Militar - Taylor
  - 156.° Batallón Expedicionario de Señales
    - Compañía A - Wyoming
    - Compañía B - Kalamazoo
    - Compañía C - Howell
    - Cuartel General - Taylor

  - 631.° de Tropas - Lansing
    - Compañía B, BSTB, 37.° BCT - Lansing
    - 460.ª Compañía Química - Augusta
    - 126.ª Banda del Ejército – Wyoming
- 107.° Batallón de Ingenieros - Ishpeming
  - 1430.ª Compañía de Ingenieros - Gladstone
    - Destacamento 1 - Marquette

  - 1431.ª Compañía de Ingenieros - Calumet
    - Destacamento 1 - Baraga

  - 1432.ª Compañía de Ingenieros - Kingsford
    - Destacamento 1 - Iron River

  - 1437.ª Compañía de Ingenieros - Sault Ste. Marie
- 507.° Batallón de Ingenieros - Kalamazoo
  - 1433.ª Compañía de Ingenieros (SAPPER) - Augusta
  - 1434.ª Compañía de Ingenieros - Grayling
    - Destacamento 1 - Augusta

  - 1436.ª Compañía de Ingenieros - Montague
    - 1440.° Destacamento de Ingenieros - Grayling
    - 1439.° Destacamento de Ingenieros - Grayling
    - 1442.° Destacamento de Ingenieros - Grayling

  - 745.° Desactivación de Municiones Explosivas - Grayling